# Cleistocactus variispinus
Cleistocactus variispinus es una especie de planta suculenta perteneciente al género Cleistocactus, dentro de la familia Cactaceae. Es endémica de Bolivia.

## Descripción
Cleistocactus variispinus es una especie de cactus de crecimiento arbustivo, con tallos erectos que se ramifican desde la base hasta la mitad del brote. Alcanza alturas de 50 a 100 cm y diámetros de 3 a 5 cm.  

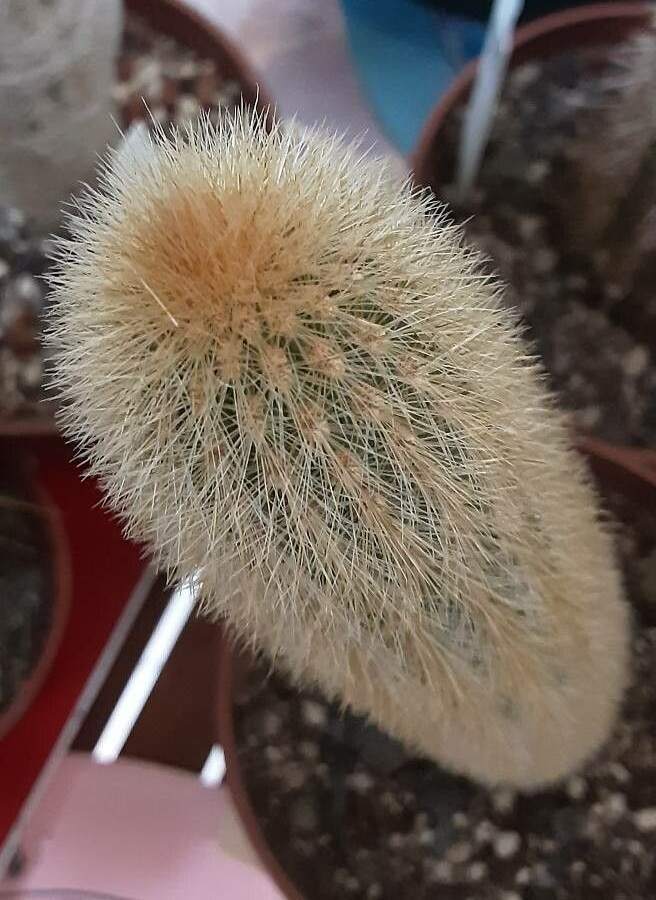
Tallo y espinas

Presenta entre 14 y 18 costillas con muescas, sobre las que se asientan areolas blancas que están muy juntas unas de otras. Tiene de 30 a 40 espinas rectas en forma de aguja, son de color amarillo claro a amarillo dorado o amarillo parduzco y miden entre 1 y 4 cm de largo. Una o dos de ellas son significativamente más largas y no se puede distinguir entre espinas centrales y periféricas. Además las areolas florales suelen estar cubiertas de espinas desviadas que parecen cerdas. 
Las flores son rectas, tubulares y sobresalen más o menos horizontalmente. Miden hasta 4,8 cm de largo, tienen el tubo floral de color rojo carmín a anaranjado y está cubierto de numerosas escamas blancas. Las brácteas son erectas, blanquecinas y tienen puntas de color verde pálido. Además, al igual que la mayoría de las especies del género, las flores apenas se abren. Los frutos son esféricos, de color rojo violeta y alcanzan diámetros de hasta 2 cm.

## Distribución y hábitat
El área de distribución nativa de esta especie es Bolivia (concretamente en el departamento de La Paz) y crece principalmente en biomas desérticos o de matorrales secos, a altitudes de 2000 m sobre el nivel del mar.

## Taxonomía
Cleistocactus variispinus fue descrita por el botánico alemán Friedrich Ritter y publicada por primera vez en la revista científica Taxon 13:114 en el año 1964.
Etimología
- Cleistocactus: nombre genérico que deriva de la combinación de la palabra griega kleistos (que significa cerrado), y cactus (término latino que alude a las plantas del género Cactaceae), haciendo referencias a que son "cactus con flores cerradas", ya que en algunas especies apenas se abren y parecen estar cerradas.
- variispinus: epíteto específico que deriva de las palabras latinas varius (que significa 'varios') y spinus (que significa 'espinado'), haciendo referencia a las espinas de la especie.[3]

## Estado de conservación
En la Lista Roja de Especies Amenazadas de la UICN, la especie está clasificada como de “Datos Insuficientes (DD)”.

## Usos
Se cultiva principalmente como planta ornamental y su propagación se realiza a través de esquejes o semillas.